# Arctodiaptomus mildredi
Arctodiaptomus mildredi is een eenoogkreeftjessoort uit de familie van de Diaptomidae. De wetenschappelijke naam van de soort is voor het eerst geldig gepubliceerd in 1986 door Streletskaya.